# Ustilago hitchcockiana
Ustilago hitchcockiana är en svampart som beskrevs av Zundel 1937. Ustilago hitchcockiana ingår i släktet Ustilago och familjen Ustilaginaceae.   Inga underarter finns listade i Catalogue of Life.